# Copernicia macroglossa
Copernicia macroglossa ist eine Pflanzenart aus Gattung Copernicia innerhalb der Familie der Palmengewächse (Arecaceae). Copernicia macroglossa kommt nur im nordwestlichen sowie zentralen Kuba vor.

## Beschreibung

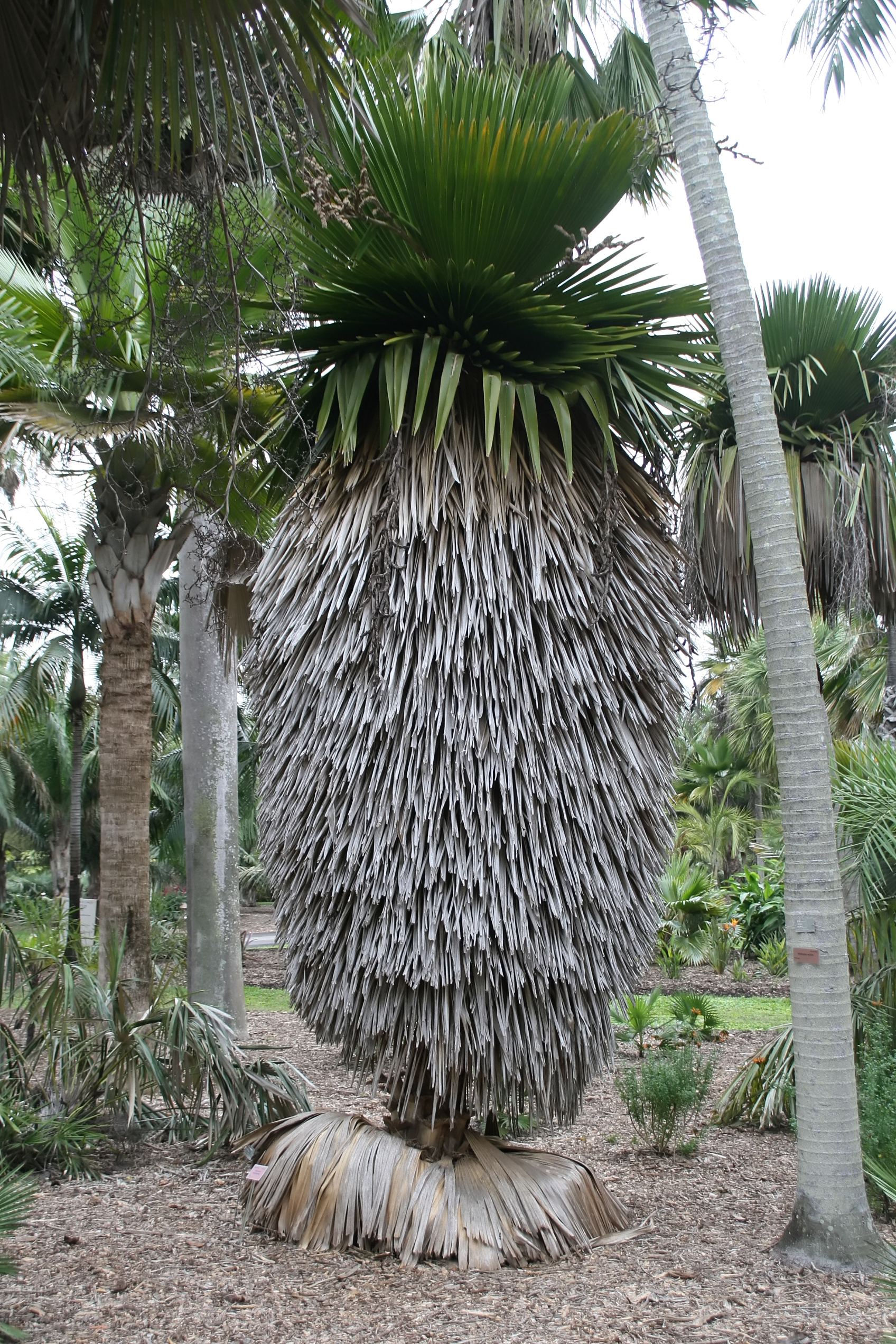
Habitus

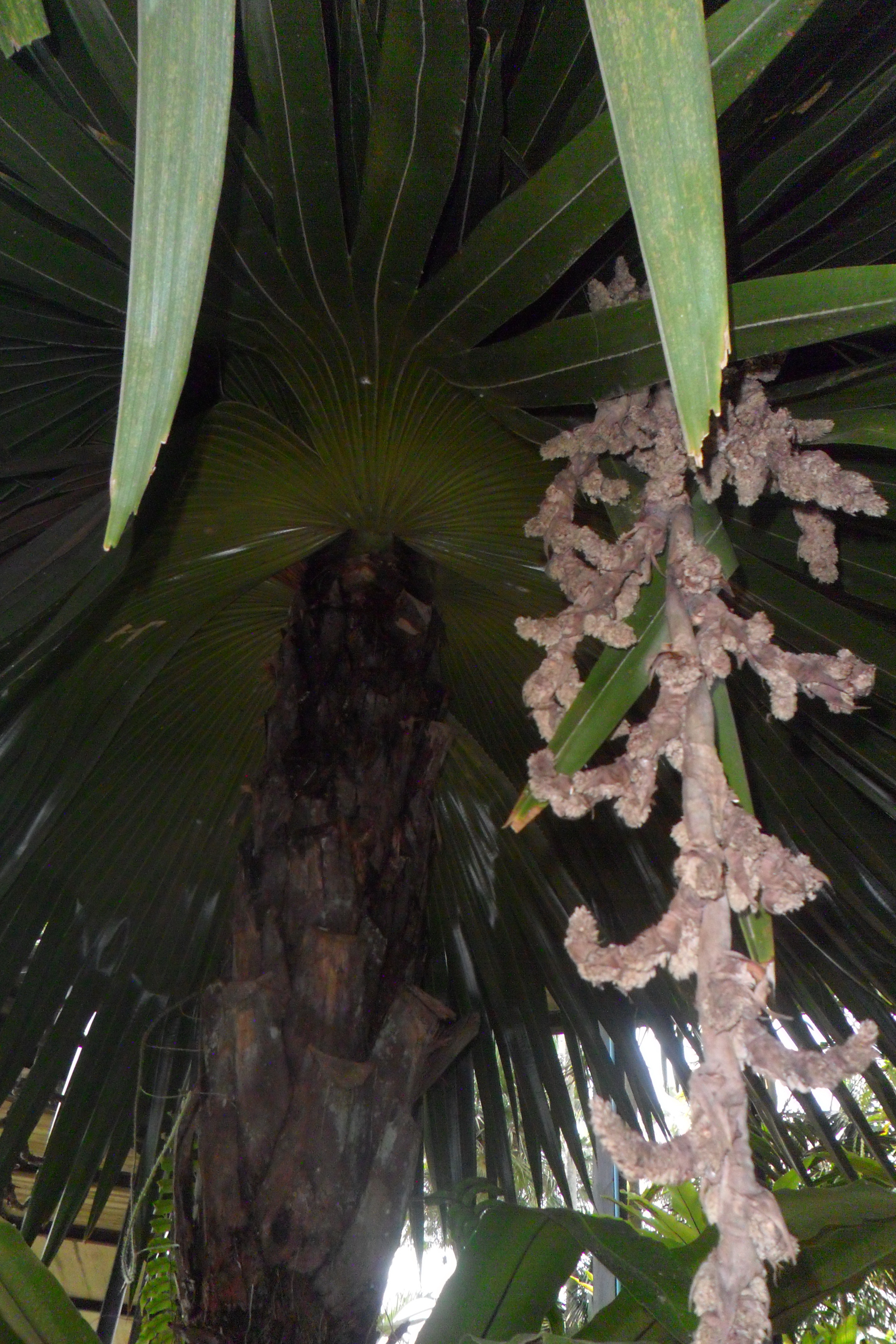
Blütenstand und Stamm

### Vegetative Merkmale
Die Stämme ausgewachsener Pflanzenexemplare sind bis zu 5 Meter hoch mit einem Durchmesser von rund 20 Zentimetern. Bei jungen Pflanzenexemplaren ist er mit toten Blättern besetzt, sodass der Stamm gleich breit wie die Krone erscheint. Diese ist 4 bis 5 Meter breit und hoch. Die Blätter dieser Fächerpalme sind 1,5 bis 2 Meter breit, keil- oder halbkreisförmig. Der Blattstiel ist kurz und reicht nur ein kurzes Stück in die Spreite hinein. Die Spreite ist auf einem Drittel der Länge in viele steife, schmal lanzettliche Segmente zerteilt. Die Blattoberseite ist hell bis dunkelgrün, die Unterseite graugrün und wachsig. Die Hastula an der Blattoberseite ist relativ lang und vorstehend. Die Blattsegmente sind fein gezähnt. Die Blattkrone älterer Palmen ist meist rund und voll, die Blätter stehen dicht. Die abgestorbenen Blätter am Stamm sehen wie ein „Heuschober“ aus.

### Generative Merkmale
Der Blütenstand ist mindestens 1,8 Meter lang und reicht über die Blattkrone hinaus. Die Blüten sind bräunlich-gelb und zwittrig. Die Früchte sind bei einem Durchmesser von etwa 1,2 Zentimetern rund und schwarz.

## Vorkommen
Copernicia macroglossa kommt nur im nordwestlichen sowie zentralen Kuba vor. Sie gedeiht meist in Salzmarschen nahe der Küste und in Savannen.

## Taxonomie
Die Erstbeschreibung von Copernicia macroglossa erfolgte 1875 durch Georg Schaedtler (?–1896) in Hamburger Garten- und Blumenzeitung. Eine Zeitschrift für Garten- un Blumenfreunde, für Kunst- und Handelsgärtner, Band 31, Seite 160. Das Artepitheton macroglossa bedeutet „große Zunge“ und bezieht sich auf die Hastula.

## Belege
- Robert Lee Riffle, Paul Craft: An Encyclopedia of Cultivated Palms. 4. Auflage, Timber Press, Portland 2007, ISBN 978-0-88192-558-6, S. 312.